# 자이언트 트리
"자이언트 트리"는 2012년 12월 26일에 발매된 제니스의 첫 음반이다. 에릭킴의 5번째 작품이다. 이 곡은 추후에 발매된 제니스의 EP 앨범《크리스마스 타임》에 수록되었다. "정글의 아침"과 "자이언트 트리 반주 버전" 등 네 곡이 수록되었다.

## 수록곡 목록
전체 작사·작곡: 에릭킴
| #            | 제목                      | 작사·작곡    | 재생 시간 |
| ------------ | ------------------------- | ------------ | --------- |
| 1.           | 〈자이언트 트리〉         | 에릭킴       | 3:22      |
| 2.           | 〈정글의 아침〉           | 에릭킴       | 1:56      |
| 3.           | 〈자이언트 트리(MR)〉     | 에릭킴       | 3:22      |
| 4.           | 〈자이언트 트리(연주곡)〉 | 에릭킴       | 3:17      |
| 총 재생 시간 | 총 재생 시간              | 총 재생 시간 | 11:57     |

## 같이 보기
- 제니스
- 아카펠라